# John Romita Sr.
John Victor Jazzy Romita (24 de gener de 1930, Nova York - 12 de juny de 2023) fou un historietista nord-americà de l'edat de plata del còmic, reconegut principalment pel seu treball com a dibuixant de Spiderman (L'home aranya), personatge de Marvel Comics. Va ser agregat al "Comic Book Hall of Fame" en 2002.

## Biografia
El 1947 (als 17 anys) es va graduar a l'Escola d'Art Industrial de Nova York i es va dedicar inicialment a la publicitat. Els seus primers treballs al món del còmic es van desenvolupar com entintador en diverses publicacions, fins que el 1951 va començar a col·laborar com a dibuixant amb Stan Lee, guionista de Marvel Comics.
El 1957 va abandonar Marvel Comics (en aquells dies anomenada Atles Comics), que es trobava en crisi, i se'n va anar a National Periodicals, on es va dedicar durant vuit anys a la realització d'historietes romàntiques, com la sèrie «Bonnie Taylor» per a Young Romance.
El 1965 va tornar a Marvel Comics i, després d'entintar algun número de Els Venjadors i dibuixar Daredevil, es va convertir en el dibuixant fix de la col·lecció The Amazing Spider-man a partir del número 39, sent el responsable de donar-li rostre a Mary Jane Watson, posterior esposa del del súper heroi.
Gràcies a aquest treball, John Romita Sr. adquireix una gran importància a la companyia i participa en les col·leccions d'altres personatges com Els Quatre Fantàstics o el Capità Amèrica fins a arribar a director artístic de Marvel. Amb aquest càrrec, va col·laborar en la creació de personatges com a Wovlerine o Punisher.
Es va jubilar el 1995 amb el seu últim treball Spider-Man / Kingpin: to the Death, protagonitzat per Spiderman, el seu personatge més conegut, i Daredevil, el seu personatge favorit.
En 2003 Romita va participar en la creació del número 500 de Amazing Spider-man, dibuixant les últimes quatre pàgines.
El seu fill, John Romita Jr. és també un reconegut artista de còmic.